# Јован Нако
Јован племенити Нако од Великог Семиклуша (Велики Комлош, 16. септембар 1814 — Беч, 19. март 1889) био је први књижевни задужбинар Матице српске.

## Биографија

### Порекло
Потомак је старе цинцарске племићке породице, пореклом из Македоније. Браћа Нако — Христифор и Кирил — имућни трговци, купили су 1781. и 1782. године велике земљишне поседе у Банату (Велики Комлош, Велику Теремију и Велики Семиклуш) за 70.000 ф. и стекли племићке титуле. Породица Нако се поделила на две гране: грофовску (Христифорови потомци) и племићку (Кирилови потомци). Александар Нако је 1813. године добио грофовску титулу.
Јосиф Нако, син Кирила Нака, са супругом Констанцијом имао је шесторо деце, од којих је само Јован преживео. Рано остаје сироче, изгубивши оца са две, а мајку са једанаест година. Још за живота његова мајка опуномоћила је Лудвига Удварнокија од Киш Јоке да буде старатељ њеног сина и администратор њихове имовине. Након смрти Констанције Јованов ујак, гроф Александар Нако, настојао је да добије старатељство и да управља имовином свог нећака. То се ипак није догодило, и за новог старатеља власти су одредиле вицеишпана Торонталске жупаније Игњаца Хертелендија.

### Матица српска
Студирао је право у Пешти. Иако пореклом Цинцарин осећао се као истински Србин, што се може видети из његових гестова доброчинства да помогне српску културу, али и српску заједницу у Угарској.
Под утицајем Теодора Павловића 1833. године постаје члан Матице српске, којој је 1837. године завештао 5.000 форинти (у сребру). Задужбинар је записао у свом оснивачком акту да је дао дар: по љубави, коју свагда спрама рода мога у грудима носим, и жељи, којом изображеније и просвјешченије народа српског, и чрез ово благостојаније, чест и славу његову распрострањену видити желим. Ова средства су искоришћена за оснивање прве књижевне задужбине у српском народу.
„Основно писмо” је као задужбинар потписао 7. јануара 1844. године, а битна одредба је гласила да годишње уплаћује 5% камате до одређеног износа. Барон Јован је обећање испунио 1872. године када је поред оснивачког улога дао и сву камату. Године 1889. новчани фонд је нарастао на 27.000 ф. Из фонда ове задужбине у периоду од 1846. до 1913. године награђена су 23 књижевна дела. Њихова тематика је обухватала прозу и поезију, преводе светске књижевности и филозофских дела, као и литературу везану за религију. Награду од 40 златника добио је 1845. године Јован Суботић за спев „Краљ Дечански”. Од самог оснивања Матице се интересовао за њен рад, а од 1837. присуствује седницама и учествује у раду Одбора Матице. Противио се пресељењу Матице из Пеште у Нови Сад,
Матица му је одавала признање кад год је за то било прилике, па је тако поводом прославе стогодишњице рођења Саве Текелије, 1871. године, награђен сребреном Матичином медаљом, а убрзо по сеоби Матице у Нови Сад (1864) портрет Јована Наке, заједно са портретима других добротвора, постављен је у Матичиним просторијама.

### Приватни живот
Јован Нако имао је неколико пасија: позориште, музику и путовања. У породичном дворцу у Великом Комлошу основао је приватно позориште где су извођене представе, углавном на немачком језику. Многе представе су имале добротворне циљеве - нпр. да се изгради дечје обданиште у Великом Бечкереку или да се помогне сиромашнима. У позоришту су била стално ангажована и два оркестра - гудачки и дувачки. Такође је школовао свој глас (тенор) у Бургтеатру у Бечу, код италијанског професора и композитора Луиђија Гуглијемија. Комлош је средином 19. века био стециште образованих људи и културних посленика, међу којима се истицао такође велики матичин задужбинар Христифор Шифман, који је био управник Накиног тамошњег имања.
Највећи део времена, нарочито зиме, проводио је са супругом у палатама у Бечу и Пешти. Напослетку су путовања по свету и раскошан живот допринели финансијском краху Јована Наке. Продао је дворац у Пешти, земљишне поседе дао под закуп, и повукао се у Беч, где је живео од закупнине до краја живота.
Oженио je 1835. године богату девојку Анастасију Вучетић из Трста. Поводом венчања Јована и Анастасије, одржаном 29. априла 1835. године у Трсту, написао и одштампао у Трсту, пригодни „Поздрав” у стиху, извесни Д.В. У браку су имали троје деце, од којих је само ћерка Милева преживела. Једина наследница Милева, удала се за херцога Зурло Сан Марка, и усмерила ка католицизму, за разлику од родитеља.

### Смрт
Јован Нако је умро 19. марта 1889. године у својој вили у Бечу, а сахрањен је 25. марта 1889. у породичној гробници Православне српско-румунске цркве храма Успенија Пресвете Богородице у Великом Комлошу.